# Smileすいーつ
『Smileすいーつ』（スマイルすいーつ）は、佐野妙による日本の4コマ漫画作品。

## 概要
姉妹の二人暮らしの園原家。
姉の塔子は外ではしっかり者だが、家では妹に甘えてばかりのOLさん。妹の果歩はそんな姉の面倒を見る女子高生。
お互い甘えて、お互い頼って、お互いに大好き。そんな姉妹の日常を優しい視点で描く4コマ漫画。
『まんがタイムファミリー』（芳文社）にて2006年10月号より2010年5月号まで連載されていた。また、『まんがタイム』（同）にても2007年6月号より2010年3月号まで並行連載されていた。この他、『まんがタイムスペシャル』（同）の2007年10月号、及び2008年12月号にもゲスト掲載されている。単行本はまんがタイムコミックスより全3巻が刊行されているが、未収録の部分が存在する。

## 登場人物
園原塔子（そのはら とうこ）
果歩の姉でOL。
外ではしっかり者で頼れる先輩だが、家では妹にべったりの甘えん坊。
本人は無自覚だが非常にモテるのだが、いわゆるシスコンで、現在男性と付き合う気は全くない。
実は、ジムに通っており、腹筋が割れているらしい。
酒飲みであったり、セクハラ発言をするなど、ややオヤジ臭い面もある。これは両親と早くに離れて暮らすことになった果歩の母代わりかつ父代わりとして接してきたこともあると思われる。
極度の方向音痴。
カレイの煮こごりが好物。
園原果歩（そのはら かほ）
塔子の妹で高校生。
しっかり者で、社会人である姉の世話をする一方で、やや意固地であったり年相応の女の子らしい言動をしたりする。
料理が得意であり、家事ではご飯を主に担当し、塔子のお弁当も彼女の手作り。
一時期、編みぐるみにはまるなど、手先が器用でもある。
その一方で勉強は苦手で、頻繁に赤点も取っている。
スタイルのいい姉とは対照的に、胸が無い事を気にしている。
クラブのマネージャーをしており、部員に彼氏（飯田君）がおり、お付き合いは良好。
甘いもの好きで、イライラするとお菓子のやけ食いをするタイプ。
中津（なかつ）
塔子の会社の後輩。
塔子に気があるのだが、その事を言い出せないでいる。
よく仕事でミスをしては塔子のお説教を受けている。
鉄道をはじめとする乗り物全般が好き。
塔子の飲みによく付き合っているのだが、そういう日は果歩が出かけている等、早く家に帰っても家に妹がいない日ばかり。
長坂（ながさか）
塔子の会社の本社から来た応援の社員で、塔子の上司。作中で課長に昇進した。
仕事がよく出来、背が高くてスポーツマンで独身でイケメンと、一見隙が無いように見えるのだが、実はふとした時に小指が立ったり、可愛いもの好きだったりする面もある。
女性社員に非常にモテるのだが、男性社員すら味方にしてしまうなど、人の心を掴む術を心得ている。
また、お酒があまり飲めず、甘いものが好き。
妹がいる。
実はバツイチ。
松本恵梨（まつもと えり）
塔子の会社の後輩のOL。入社2年目。
中津の事が好きなのだが、その事を言い出せないでいる。
飯田（いいだ）
果歩の彼氏で、作中唯一の糸目キャラ。
甘いものが大好きで、ちょっとぽっちゃりしている男子。
果歩も甘い物好きのため、よく2人で何かを食べていることが多い。
特技は食べ物の匂いを当てることで、よく果歩の朝食を匂いだけで的中させている。
妹にべったりの塔子にも気に入られており、果歩との付き合いは良好。
4人兄弟で8人家族と大家族。
理系なのか、妙に理屈っぽかったり科学的な事に詳しかったりする。また、パソコンが得意の模様。
勉強は出来る方なのか、果歩に勉強を教えたりもしている。
実家が盤屋をしており、将来はそこを継ぐつもり。

## 単行本
- 佐野妙『Smileすいーつ』 芳文社〈まんがタイムコミックス〉、全3巻（未収録話多数[4]）
  1. 2008年11月22日初刷発行（2008年11月7日発売）、ISBN 978-4-8322-6688-9
  2. 2009年7月22日初刷発行（2009年7月7日発売）、ISBN 978-4-8322-6758-9
  3. 2010年1月22日初刷発行（2010年1月7日発売）、ISBN 978-4-8322-6811-1